# Михалькевич, Виталий Иосифович
Виталий Иосифович Михалькевич (28 ноября 1958, Москва) — советский футболист, нападающий, полузащитник.
Воспитанник московской ФШМ. В осеннем первенстве 1976 года был в составе московского «Спартака». В 1977 году сыграл три матча в чемпионате за ЦСКА, в 1979 — по одному матчу в Кубке и чемпионате. Далее играл за «Спартак» Кострома (1980, вторая лига и 1982, первая лига), «Локомотив» Москва (1981, первая лига), «Сатурн» Рыбинск (1981, вторая лига).
Выступал за молодёжную сборную СССР.